# Verwaltungsgemeinschaft Haselgrund
De Verwaltungsgemeinschaft Haselgrund  in het Thüringische landkreis Schmalkalden-Meiningen wsas een gemeentelijk samenwerkingsverband waarbij zeven gemeenten waren aangesloten. Het bestuurscentrum bevond zich in Viernau.

## Geschiedenis
Op 6 juli 2018 werd Springstille opgenomen in de gemeente Schmalkalden, de overige gemeenten werden bij het opheffen van het samenwerkingsverband op 1 januari 2019 opgenomen in de gemeente Steinbach-Hallenberg.

## Deelnemende gemeenten
1. Altersbach
2. Bermbach
3. Oberschönau
4. Rotterode
5. Springstille
6. Unterschönau
7. Viernau